# 正雲寺東山美術館
正雲寺東山美術館（しょううんじひがしやまびじゅつかん）は、福島県会津若松市にある私立の美術館。

## 概要
会津若松市の曹洞宗系単立寺院、正雲寺が運営している。住職の方丈を美術館に改装し、「『仏教』と『芸術』は、楽しむ・安らぐという点で共通している」という理念のもと、開館に至った。写真撮影自由の美術館であることをアピールしている。
歴代住職のコレクション、洋画・日本画・書幅等300余点を常設展示している。また、併設の仏像館には、500余体の仏像・仏画と蔵書2万冊が展示されている。
- 開館時間 8:00 - 17:00
- 入館料 　 
  - 美術館 500
  - 仏像館 500
  - 共通券 800

- 休館日
  - 12月 - 翌3月（豪雪による閉山のため）
- 最寄り駅：JR東日本 会津若松駅

## 常設展示
以下、美術館で常設展示されている作品の製作者を列記する。

### 洋画
カシニョール、ヒロ・ヤマガタ、ブラジリエ、ミュシャ、イカール、マリー・ローランサン、ルオー、ミロ、ミレー、ウォーホール、ビュッフェ、シャガール、ピカソ、ユトリロ、アンリ・マチス、レオナルド・ダ・ヴィンチ、ロートレック、モーリス・ド・ヴラマンク

### アール・ヌーボー
ドーム、ガレ、ラリック、ミューラー

### 日本画
平山郁夫、東山魁夷、加山又造、奥村土牛、伊東深水、棟方志功、竹久夢二、東郷青児、上村松園、田崎広助、山下清、池田満寿夫、中島千波、芹沢銈介、安田靫彦、絹谷幸二、斉藤清、千住博、梅原龍三郎、上村松篁、中川一政、岡本太郎、堂本印象、片岡球子、藤田嗣治

### 浮世絵
宮川長春、喜多川歌麿、鳥居清長、歌川豊国

### 書幅
一休宗純、沢庵宗彭、大愚良寛、勝海舟、高橋泥舟、山岡鉄舟、酒井抱一、雪舟等楊、谷文晁、富岡鉄斎、福沢諭吉、狩野探幽、頼山陽、武田信玄、荻生徂徠、西郷隆盛、雪村周継、横山大観、法然上人一代記、吉田松陰

### 陶芸
三輪休雪、河井寛次郎、濱田庄司、北大路魯山人、清水卯一、酒井田柿右衛門、今泉今右衛門、金城次郎、井上萬二、藤原雄、藤原啓、伊勢崎淳、金重陶陽、山本陶秀、富本憲吉、田村耕一